# اسماعیل قوامی
اسماعیل قوامی سیاست‌مدار ایرانی بود، که در  دوره بیستم  به‌عنوان نماینده شیراز در مجلس شورای ملی حضور داشت.